# Parafia Niepokalanego Serca Najświętszej Maryi Panny w Trzebielinie
Parafia pw. Niepokalanego Serca Najświętszej Maryi Panny w Trzebielinie – rzymskokatolicka parafia należąca do dekanatu Miastko, diecezji koszalińsko-kołobrzeskiej, metropolii szczecińsko-kamieńskiej. Została utworzona w 1968 roku. Siedziba parafii mieści się pod numerem 88.

## Miejsca święte

### Kościół parafialny
Kościół pw. Niepokalanego Serca Najświętszej Maryi Panny w Trzebielinie
Kościół parafialny został zbudowany w latach 1688–1691, poświęcony 1946.

### Kościoły filialne i kaplice
- Kościół pw. Matki Bożej Częstochowskiej w Zielinie